# Indoapseudes
Indoapseudes är ett släkte av kräftdjur. Indoapseudes ingår i familjen Pagurapseudidae.
Kladogram enligt Catalogue of Life:
| Indoapseudes | \| \| Indoapseudes brycesoni \| \| \| \| \| \| Indoapseudes hirsutus \| \| \| \| |
|              | \| \| Indoapseudes brycesoni \| \| \| \| \| \| Indoapseudes hirsutus \| \| \| \| |
|              | Hodometrica                                                                      |
|              |                                                                                  |
|              | Macrolabrum                                                                      |
|              |                                                                                  |
|              | Msangia                                                                          |
|              |                                                                                  |
|              | Pagurapseudes                                                                    |
|              |                                                                                  |
|              | Pagurapseudopsis                                                                 |
|              |                                                                                  |
|              | Pagurotanais                                                                     |
|              |                                                                                  |
|              | Parapagurapseudopsis                                                             |
|              |                                                                                  |
|              | Indoapseudes brycesoni                                                           |
|              |                                                                                  |
|              | Indoapseudes hirsutus                                                            |
|              |                                                                                  |

|  | Indoapseudes brycesoni |
|  |                        |
|  | Indoapseudes hirsutus  |
|  |                        |